# 劉嘉鴻
劉嘉鴻（英語：Christopher Lau Gar-hung，1976年2月8日—），外號劉嗡、141主席，人民力量司庫，拔萃男書院畢業，中文大學理學士，曾在 Willis Towers Watson 工作，後任職 Mercer 退休顧問部聯席董事。

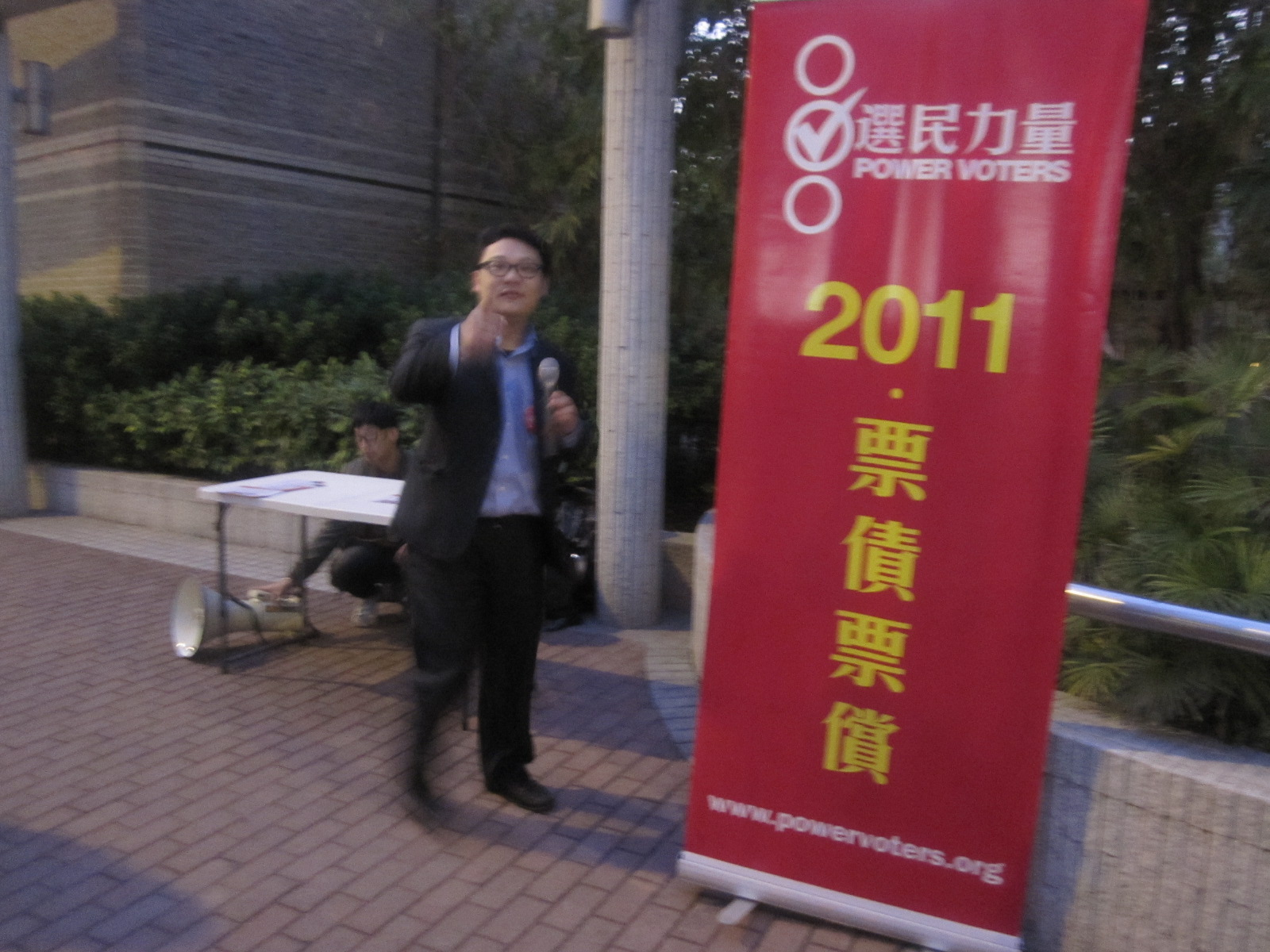
選民力量「劉嗡」劉嘉鴻開街站，宣傳政府將600億盈餘「回水」，每位市民回贈一萬元；宣傳向民主黨「票債票償」，要教訓出賣選民、通過了政改方案的民主黨。2011年2月22日，美孚。

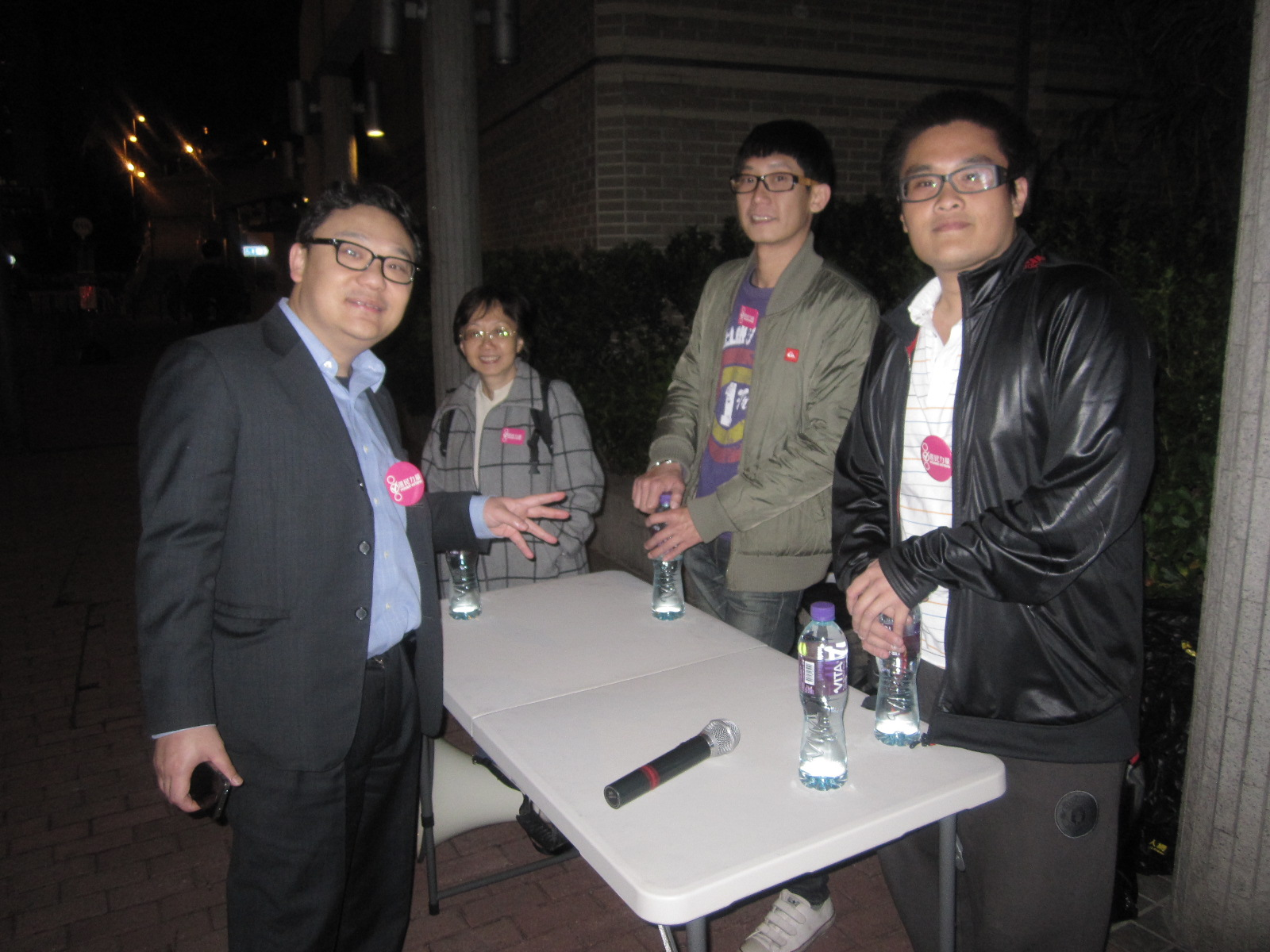
選民力量街站，劉嗡與眾義工。2011年2月22日，美孚。

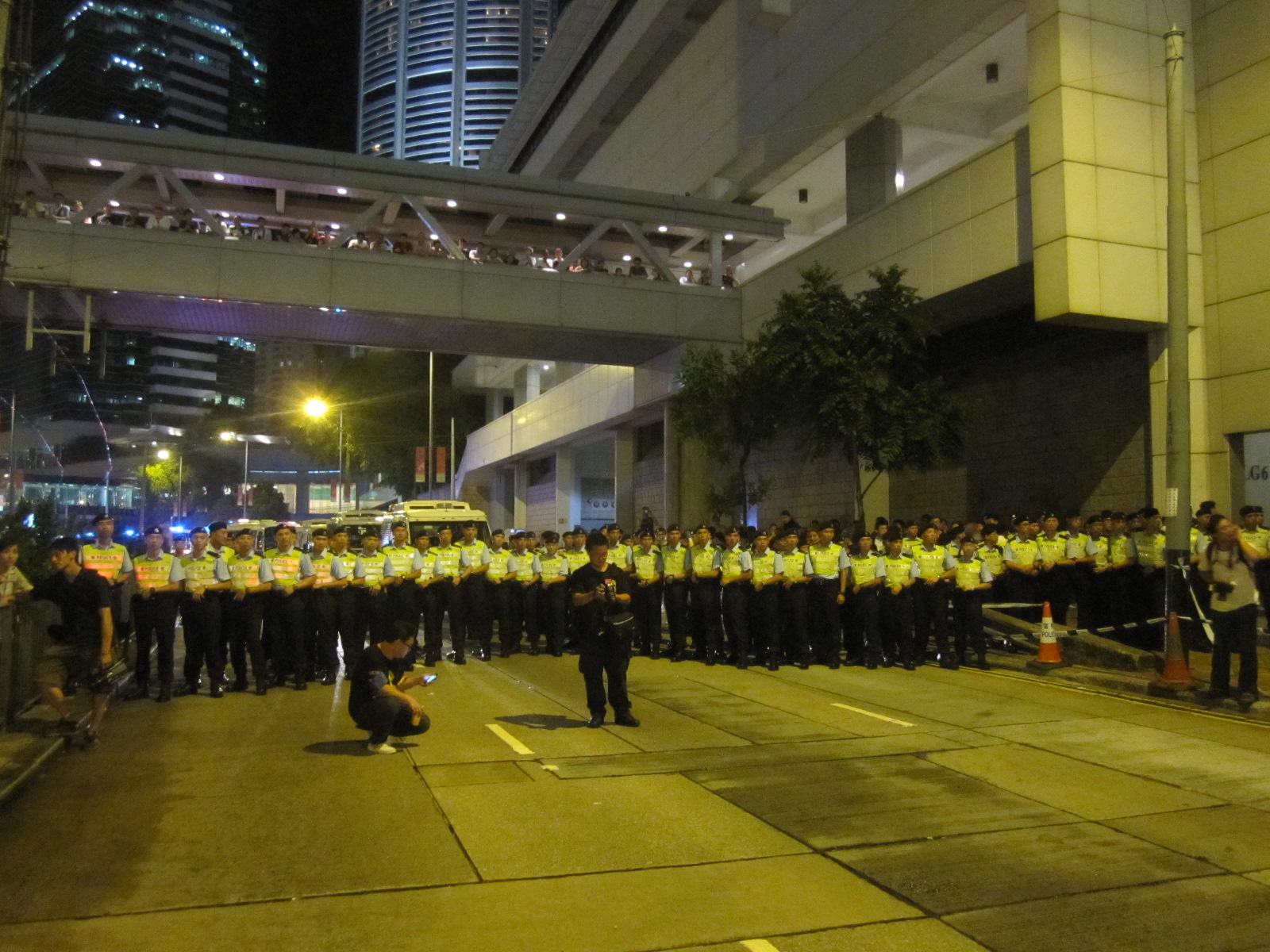
2011年七一遊行的晚上，人民力量隊伍被警方於中銀大廈前攔折。在灣仔政府合署前，警方設防線從後包抄。人民力量主席劉嘉鴻、執委林雨陽等三人與警方對峙，最後全數被捕。

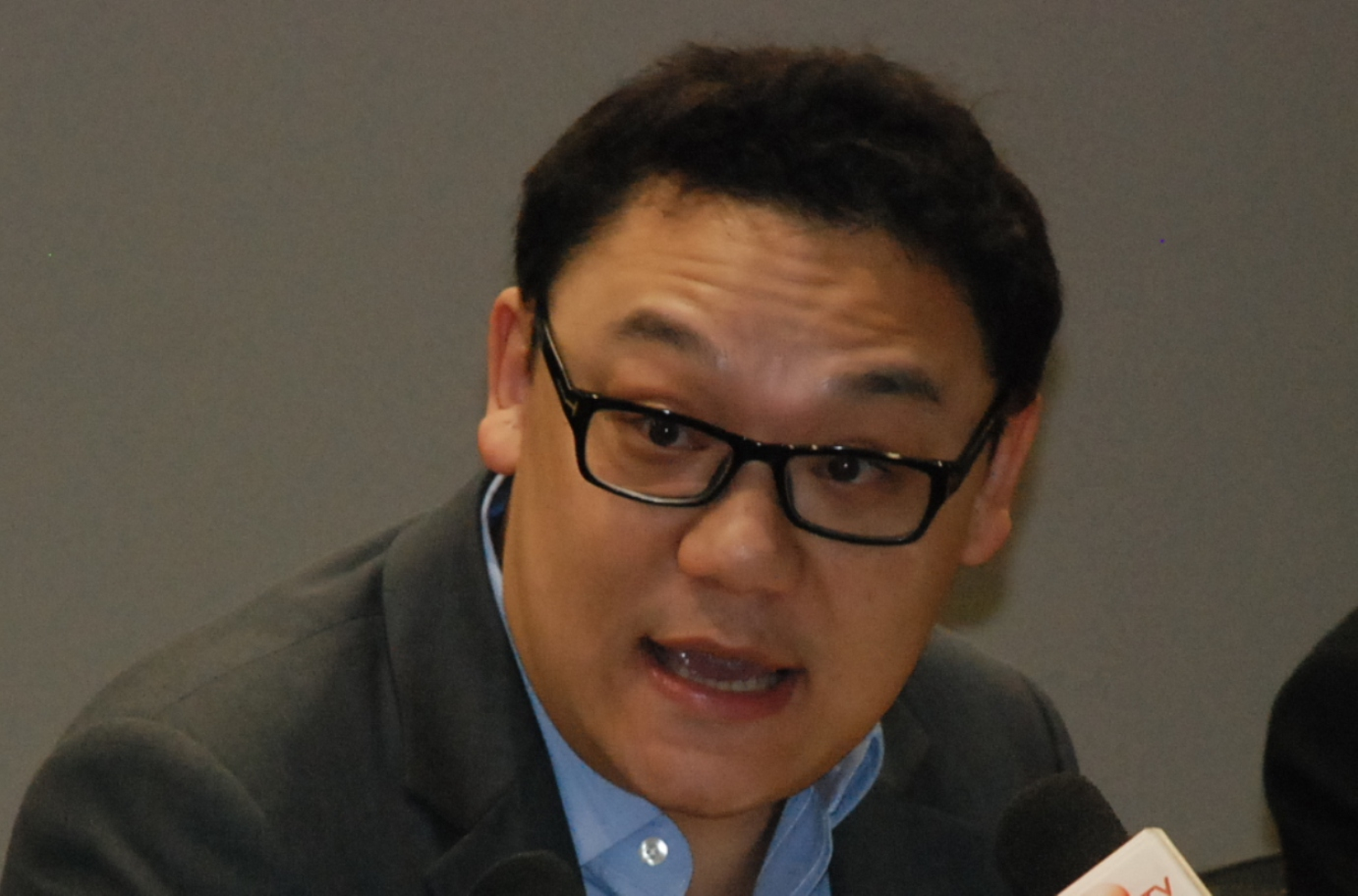
2013年3月20日，劉嘉鴻代表人民力量出席真普選聯盟的成立記者會，接受記者提問。

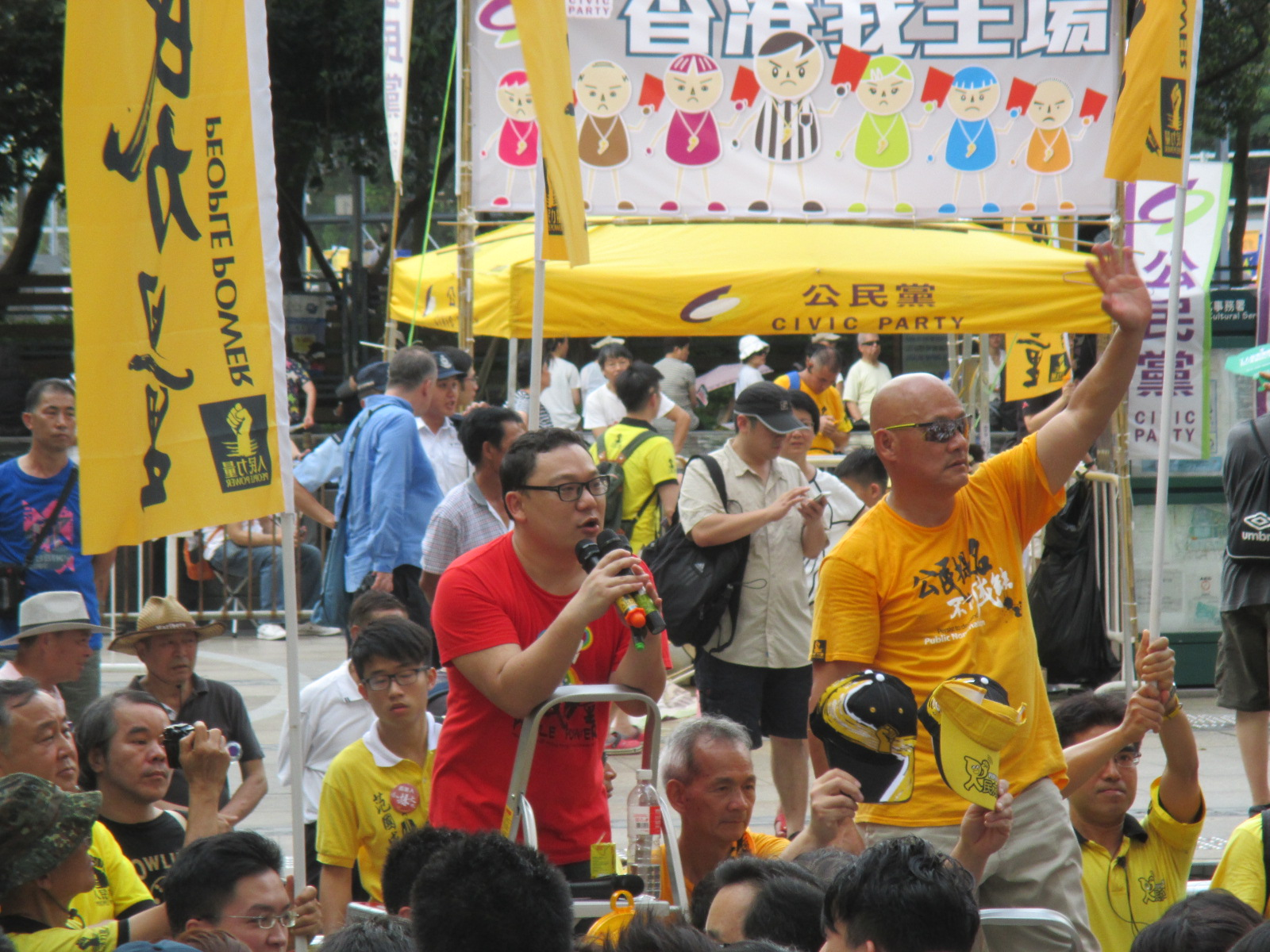
2014年七一，維園噴水池入口，劉嘉鴻、陳偉業。

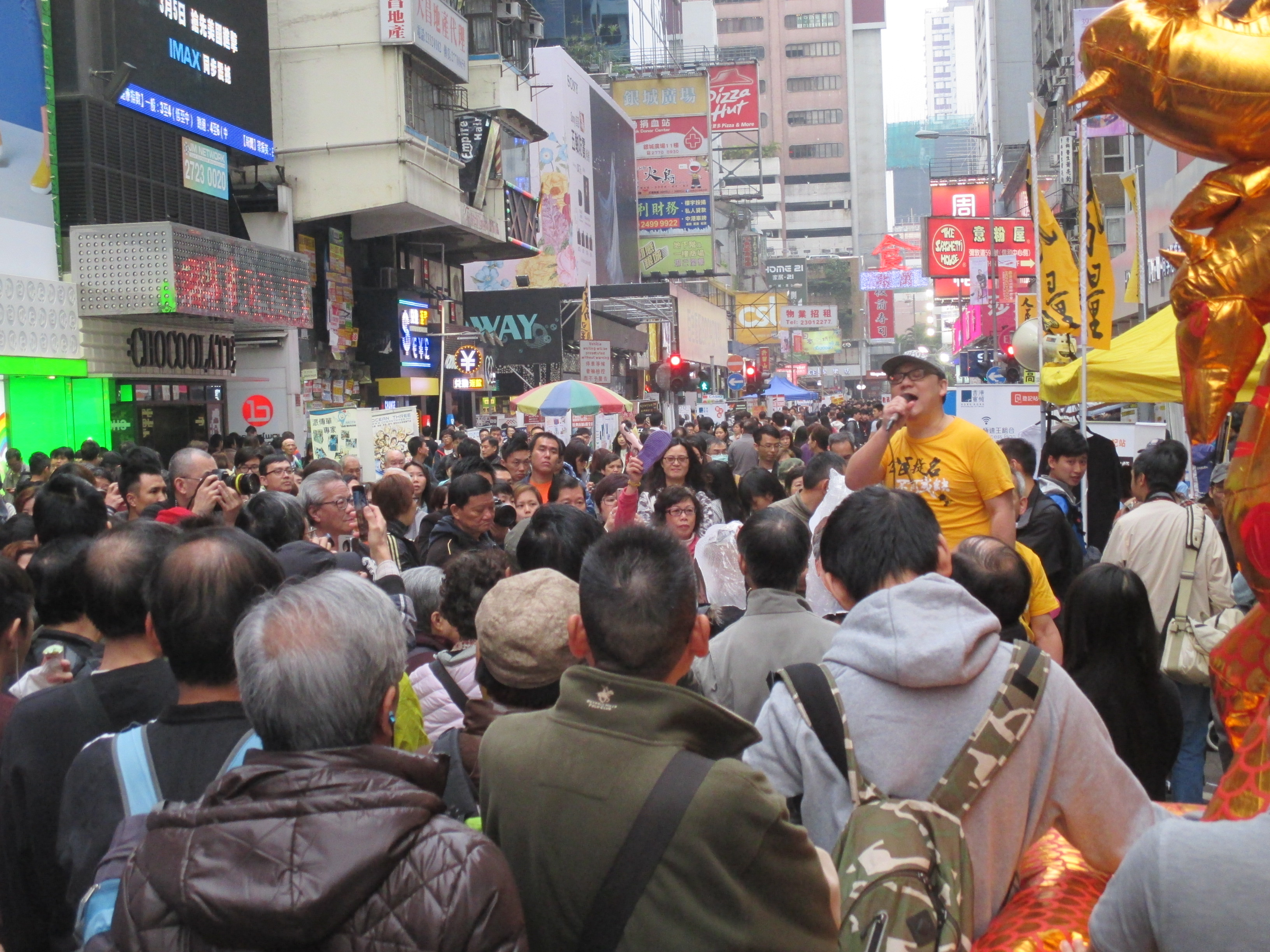
2015年財政預算案前夕，人民力量繼續每年打小人活動，要求政府「回水」市民。圖為人民力量政制發言人「劉嗡」劉嘉鴻，向街坊講述政府的理財策略是何等荒謬。

## 個人檔案
劉嘉鴻，香港政治人物，祖籍廣東順德，香港出生，1988年畢業於九龍塘學校（小學部），1993年畢業於拔萃男書院中五年級，並於1995年在該校完成預科課程。他及後取得香港中文大學數學系學士，政團選民力量司庫，政黨人民力量創黨主席、現任司庫，網台政論節目主持。劉嘉鴻愛好古典音樂，曾長期在報紙AM730撰寫專欄「亂世凡音」分享古典音樂心得。

## 投身政治
2010年初，網誌作家「星屑醫生」歐陽英傑開辦網上電台「AJ.hk」，邀請拔萃男書院同班同學劉嘉鴻及學弟「維園阿哥」任亮憲參與，三人主持《城市再論壇》，開始議論時政。不久，任亮憲加入社民連，《城市再論壇》落戶香港人網、MyRadio。劉嘉鴻成為香港人網節目主持。2010年6月底，民主黨突然支持政府的2012年香港政治制度改革方案，令民主派支持者嘩然。劉嘉鴻聯同香港人網的一眾年輕主持林雨陽、歐陽英傑、慢必陳志全、袁彌明決定投身政治，成立選民力量，展開「票債票償」運動，呼籲民主派選民在2011年區議會選舉用選票懲罰民主黨。2011年初，選民力量與黃毓民、陳偉業、甄燊港、麥業成、任亮憲等合組政團人民力量，劉嘉鴻成為人民力量首屆主席。

## 2011區議會選舉－－票債票償運動
2011年香港區議會選舉，人民力量發動「票債票償運動」，聲討在2010年通過政改方案的民主黨。劉嘉鴻參加灣仔區議會選舉，狙擊B05 大坑選區民主黨副主席單仲偕。該區選舉結果為：新民黨的黃楚峰當選，以1266票擊敗民主黨單仲偕的965票與劉嘉鴻的141票。因劉嘉鴻所得票數只有141票（5.84%），而被部分高登討論區網民稱為「141主席」。
2011年11月6日，區議會選舉結束，人民力量執行委員黃毓民承認「票債票償」運動失敗，黨內領導層認為敗選是因為部分傳媒抹黑、決定參選時間太短，選舉部署及資源不足。但人力執委與立法會黨團強調人民力量是領導層集體負責，何況得票率 11%，高於同一參選人在同區往年的得票，因此主席劉嘉鴻不用請辭。11月20日，人民力量召開了集思會，判定路線沒有錯誤，今後會加強宣傳，維持一貫「和平、理性、非暴力」的抗爭路線。

## 2012立法會選舉
2012年6月24日，人民力量在銅鑼灣東角道舉行「人民力量決志大會」，劉嘉鴻宣告積極考慮夥拍人民力量執委歐陽英傑醫生，與及一直支持人民力量的香港人網老闆蕭若元，在港島區以同一名單參選2012年香港立法會選舉。8月，人民力量推出立法會香港島選舉競選網站宣傳參選理念。劉嘉鴻的名單在香港島七席之中一度有機會入局，曾在民調中排名第五 (9%)。然而，最後階段受到民主黨的攻訐，又受公民黨陳淑莊告急影響，加上建制派配票得宜，最終該名單只得 18,667票 (5.64%)，排名第九而落敗。劉嘉鴻在選後自我檢討，選舉過程太過唱高調，最失敗是沒能從滾動民調的趨勢之中看穿中聯辦、建制派要奪取港島四席，即使未必能挽回，但應該發現的沒有發現，應該可以嘗試補救的沒能嘗試，最為懊悔。

## 與黃毓民衝突
2012年香港立法會選舉，熱血公民黃洋達以黃毓民的普羅政治學苑之名代表人民力量出選九龍東，落敗。黃洋達在不足兩日後即說自己「從來只是黃毓民的教徒，根本不支持人民力量」。此舉惹來人民力量眾人與支持者憤怒，袁彌明更公開批評黃洋達為「反骨仔」。劉嘉鴻隨後勸籲支持者收斂：「只要大家堅定，到處挑撥的小人，就由人力處理掉。」，同時黃毓民要求人力支持者噤聲，各方息事寧人，但矛盾不減。
及後港大法律系副教授戴耀廷提出「佔領中環」計劃，香港人網蕭若元大表支持。但是，黃洋達高調抨擊佔領中環行動，形容是泛民旨在佔領道德光環的「維穩show」，整個運動是「鳩做」（尻做，他媽的亂來而徒勞舉措），於2013年3月19日抨擊泛民主派、左翼團體、香港人網等是「政棍」。黃毓民自言對佔領中環抱持觀望態度，卻又說同意有人想佔領光環，和應黃洋達的「鳩做論」，聲言現在是大辯論時間，不同意見的人應該互相攻擊，不會批評黃洋達，維護黃洋達攻擊香港人網與人民力量。三日後，3月22日，蕭若元批評黃毓民包庇黃洋達，決定跟黃毓民割蓆，宣佈香港人網結業。從此，人民力量失去重要的網台支援。3月25日，黃毓民在自己網台節目解說黃洋達是獨立個體，只是選舉期間歸入普羅政治學苑旗下，選舉過後再無關係；強調自己沒有責任為黃洋達負責。3月26日，劉嘉鴻以「黃洋達不是普羅政治學苑、同黃毓民無關」為由，在人民力量執委會以12票贊成、2票棄權一致通過宣佈黃洋達為不友善人物。3月28日，黃毓民在節目中說自己有結交朋友的自由，不會理會人力的「不友善」決議，會愛護黃洋達這位青年有如愛護劉嘉鴻與陳志全。4月18日，黃毓民在節目不開名批評劉嘉鴻「不分是非」，批評這「劃清界線」的決議極不恰當，有如民主黨般專橫。4月22日，黃毓民在節目直言自己不需要政黨支持，自己單打獨鬥一樣當選，更不開名警告人民力量的年輕人正在依靠黃氏的政治能量才能生存，「係我益人，唔係人地益我；係我帶獻你，唔係你帶獻我」。然而，此後人民力量與社民連的立法會議員全力參與財政預算案拉布，矛盾暫時放下。
5月13日，立法會主席曾鈺成「剪布」，訂下時間表，預示拉布將會失敗。當晚，黃毓民就在自己網台節目抨擊劉嘉鴻，以特首提名委員會的爭論為名目，要求人民力量執委會罷免劉嘉鴻主席一職，但此提案未獲人力執委會大部分執委認可。5月20日，黃毓民宣佈退出人民力量。

## 辭任人民力量主席，出任總幹事
2013年6月20日，劉嘉鴻以專注私人事業發展為由，辭任人民力量主席。他否認與前黨友黃毓民的政治立場不和有關。劉嘉鴻直言，無法挽留黃毓民，也讓人民力量損失了一批忠實的擁躉，他需要負上政治責任辭去主席職位。在袁彌明出任新一屆主席之後，劉嘉鴻出任人民力量總幹事，專注在真普選聯盟 （簡稱「真普聯」） 與泛民主派團體談判、協商共同的政改立場與方案。

## 在真普聯內的政治角力
劉嘉鴻在真普聯內與民主黨周旋，顯示其出色的政治手腕。真普選聯盟醞釀成立期間，人民力量多數執委不同意跟民主黨合作，不同意加入真普聯，而劉嘉鴻說服了其他人：「是政治操作問題，因為我們要綑綁民主黨，我們不可以在外面。」2013年3月20日，人民力量聯同泛民各黨派共同成立真普選聯盟 。劉嘉鴻宣佈人民力量從前提出的三個條件，不是加入的條件，而是退出的條件，願意努力談判、協商。劉嘉鴻主將《基本法》所寫的特首提名委員會定訂為全民產生：比如是全港公民成為當然委員，特首候選人獲五萬位公民提名，就可成為候選人。可是，黃毓民與劉嘉鴻關係惡化，黃毓民退黨前後多次批評劉嘉鴻所提倡的普選特首、變相普選提名委員會等方法，指斥退步，令人民力量支持者人心浮動。7月13日，劉嘉鴻與人民力量立法會議員陳偉業、陳志全等人即邀請眾人力支持者直接對話，取得共識，團結目標，繼續留在真普聯斡旋。
2013年7月21日，民主黨主席劉慧卿在電視訪問公開批評人民力量等進步民主派，更指人民力量收受共產黨資助、破壞真普聯團結云云。人民力量高調反駁，譴責民主黨抺黑。人民力量在真普聯內外提倡公民提名特首候選人，多次批評民主黨提出「公民間接提名」是退步方案、是有篩選的假普選。期間更傳出劉嘉鴻在真普聯會議內與民主黨副主席蔡耀昌對罵逾十分鐘。
2013年8月20日，學生團體學民思潮公開邀請各泛民主派政黨簽署「全民提名約章」。民主黨、工黨、民協推辭婉拒；人民力量袁彌明、劉嘉鴻高調贊成，與社民連吳文遠、新民主同盟范國威、公民黨毛孟靜、陳淑莊、保自聯韓連山共同簽署。至此，全民提名、公民提名支持度大昇。人民力量、社民連等借此聲勢在真普聯之內跟民主黨角力，力爭公民提名方案。民主黨極度不滿，成員張文光公開批評公民提名分裂泛民。
民主黨敵不過公民提名的壓力，遂於2013年11月底提出「三軌方案」，既包含公民提名、政黨提名，也包含現有的不民主之提名委員會，聯同工黨全力在真普聯推銷這方案。民主黨此舉被指是準備隨時放棄公民提名同政黨提名，讓舊有模式的提名委員會推舉特首候選人，變相投降。人民力量即時推舉劉嘉鴻版本的「雙軌」特首提名方案跟民主黨抗衡：由直選區議員與立法會議員組成提名委員會推舉特首候選人，或是直接公民提名。當真普聯內傾向接納三軌方案，劉嘉鴻轉而高舉「三軌缺一不可」，不給予任何政黨借機放棄公民提名。「三軌缺一不可」令民主黨、公民黨湯家驊等溫和派大表不滿。2014年1月8日，真普聯公佈共同推出三軌方案。真普聯召集人鄭宇碩強調：有人對「缺一不可」說法不舒服，所以我強調這方案是「一個整體」，缺少了任何一部份已經不再是真普聯的方案。鄭宇碩此說變相和應了劉嘉鴻「缺一不可」之說。第二日，民主黨即時澄清請三軌「非」缺一不可，惹來人民力量、社民連、學民思潮等圍攻。鄭宇碩調停雙方，強調分裂就無法與共產黨抗衡。雙方雖不再爭拗，但貌合神離；人民力量等進步民主派仍然高舉「公民提名不可或缺」，繼續宣傳公民提名。

## 和平佔中622電子公投的角力
湯家驊、民主黨等「溫和民主派」在真普聯內的角力處於下風，戰場隨後轉到了和平佔中電子公投。其時戴耀廷、陳健民決定在商討日三 (D Day3) 延攬各方賢達提交政改方案，讓簽署了佔領中環意向書的市民參投票選出其中三個。選出的三個方案將會在2014年6月22日舉行全港市民電子公投。真普聯交了三軌方案給和平佔中。湯家驊、陳方安生等也交了自己的政改方案。劉嘉鴻亦即時交上人民力量的雙軌方案。社民連以及學民思潮、學聯「雙學」等進步派隨後也分別交上自己方案：公民提名，或純由立法會直選議員組成提名委員會。
其時，呼聲最高的是雙學方案。真普聯三軌方案有泛民主派推介也當入選。眾人最關注第三個入選方案會是溫和或激進、保守或進取。2014年5月1日，商討日三前夕，湯家驊、陳方安生公開呼籲勿被極端分子綑綁，矛頭直指人民力量、社民連。翌日，劉嘉鴻即時代表人民力量接洽社民連主席梁國雄，提議社民連放棄自己方案，全力集中支持已推出近半年的人力雙軌方案，務求讓雙軌方案出線，令三個出選方案都帶有公民提名。梁國雄爽快答應，隨即呼籲社民連、人民力量支持者投票給人民力量雙軌方案，淘汰陳方安生的退步方案。結果，5月6日投票結果是雙學方案（1,124票）、人力雙軌方案（685票）、真普聯三軌方案（445票）一同出線，全部皆包含公民提名。其他保守方案全被淘汰。人民力量、社民連奇襲成功，讓溫和民主派極度不滿。民主黨批評人、社兩黨是真普聯成員，卻不支持真普聯三軌方案，「失去互信，難以合作」。人民力量則解釋是次乃「策略性投票」，為了踢走不含公民提名的「假普選」方案。劉嘉鴻強調，為了令佔中行動可以延續，必須確保三個方案都是公民提名；否則，最堅定要佔中的人會大為失望，隨時解散。民主黨在真普聯內及和平佔中電子公投接連挫敗，遂宣佈在6.22民間全民投票後將不再參與真普聯的會議，變相宣佈退出真普聯。
2014年6月29日晚點票結果，6.22民間全民投票由真普聯三軌方案勝出（333,962票；42.1%），雙學方案第二（304,319票；38.4%），人力雙軌方案第三（82,003票；10.3%）。 劉嘉鴻直言，三軌方案是民主黨提出的，現在勝出，民主黨不應該退出真普聯，也不應該違背三軌方案。

## 為佔領旺角與蕭若元論戰
2014年9月28日，雨傘運動爆發，民眾佔領了金鐘、旺角、銅鑼灣。佔領曠日持久，一直支持佔領中環運動的網台論政名嘴、謎米香港主辦人蕭若元主張佔領運動撤出旺角，集中到金鐘，避免擾民太甚，令民意支持下跌，最終使運動凋謝。10月13日，蕭若元在節目公開批評人民力量憂讒畏譏，拒絕提出撤出旺角，缺乏政黨責任，罔顧旺角商販市民的生計。人民力量政制發言人劉嘉鴻回應蕭若元說法時指出，在這次沒有暴力的和平佔領之中，民主政黨理應支持這批頂住催淚彈與黑社會、堅定爭取民主的抗爭者，照顧他們要暫時多於對民主要求沒有那麼殷切的其他市民，堅持人民力量留守旺角。此後，雙方在佔領運動期間，持續通過網台節目隔空爭論。
人民力量堅持留守旺角佔領區的另一個原因，是要平衡勢力，好讓整個雨傘運動走下去。劉嘉鴻直言，人民力量是要阻止黃毓民、黃洋達等不再宣揚非暴力抗爭的「勇武派」奪取旺角佔領區控制權，使其完全脫離金鐘，成為「勇武派」的運動戰場，讓運動變質。人民力量一直堅守旺角佔領區。11月26日，旺角清場，人力執委快必譚得志被捕；12月11日，金鐘清場，人力主席袁彌明與立法會議員陳偉業、慢必陳志全被捕。
佔領期間，劉嘉鴻時常到旺角佔領區開講，介紹公民提名是國際常見的優良制度：2000年倫敦市長 "Red Ken" Livingstone (肯·利文斯通) 就是以公民提名成為候選人，並當選倫敦市長。

## 2016立法會選舉
2016年6月24日，劉嘉鴻夥拍人民力量主席袁彌明合組名單參選港島區，最終只得7276票（1.93%），低票落敗，更被沒收選舉按金。

## 網台節目
劉嘉鴻參與網台論政節目，主持人民力量網台「人力頻度」節目《網想最大黨》，以及謎米香港節目《隨意門》。
昔年他亦曾經參與過網台MyRadio《城市再論壇》，香港人網《網想最大黨》、《風也蕭蕭》等節目。

## 專業
劉嘉鴻曾擔任退休金顧問工作 ，直至2012年5月為參選立法會而辭職。2014年7月1日劉嘉鴻獲委任為無限創意控股有限公司之獨立非執行董事。；2016年6月30日，劉嘉鴻辭任獨立非執行董事。

## 外部連結
- 人民力量「守護香港」港島團隊參選立法會宣言 | YouTube （页面存档备份，存于）
- 人民力量港島區決志大會 獨家專訪:劉嘉鴻 | YouTube （页面存档备份，存于）
- 香港人網 風也蕭蕭 主持人： 蕭若元、靳民知、劉嗡  （页面存档备份，存于）
- 城市再論壇 (MyRadio) 主持人：劉嗡 馬草泥、嚴達明、星屑醫生 （页面存档备份，存于）
- 劉嘉鴻(劉嗡)FaceBook
- 劉嗡 (劉嘉鴻)FaceBook
- YouTube上的人民力量主席劉嘉鴻 vs 民主黨副主席單仲楷
- YouTube上的選民力量 劉嘉鴻 反對遞補方案,呼籲七一上街反對遞補方案

| 政黨職務    | 政黨職務                                 | 政黨職務                         |
| ----------- | ---------------------------------------- | -------------------------------- |
| 前任： 首任 | 人民力量主席 2011年7月10日—2013年6月20日 | 繼任： 署理：甄燊港 正任：袁彌明 |

| 政黨職務    | 政黨職務                    | 政黨職務    |
| ----------- | --------------------------- | ----------- |
| 前任： 首任 | 選民力量司庫 2010年9月20日— | 繼任： 現任 |